# Saint-Laurent-sur-Gorre
Saint-Laurent-sur-Gorre – miejscowość i gmina we Francji, w regionie Nowa Akwitania, w departamencie Haute-Vienne.
Miasto jest częścią Oksytania (kraina historyczna).
Według danych na rok 1990 gminę zamieszkiwało 1547 osób, a gęstość zaludnienia wynosiła 39 osób/km² (wśród 747 gmin Limousin Saint-Laurent-sur-Gorre plasuje się na 67. miejscu pod względem liczby ludności, natomiast pod względem powierzchni na miejscu 80.).

## Populacja

Populacja Saint-Laurent-sur-Gorre w latach 1962–2008